# Heinz Plate
Heinz Eduard Plate (* 28. Mai 1914 in Dresden; † 2005 in Bischofswiesen) war ein deutscher Schauspieler und Sänger (Bariton).

## Leben
Plate, der Sohn eines Gesangspädagogen, absolvierte nach dem Besuch der Handelsschule von 1934 bis 1937 eine Schauspielausbildung am Staatstheater Dresden unter Georg Krisau. Sein Vater bildete ihn gleichzeitig zum Sänger aus.
Es folgten Theaterengagements in Ulm, Meiningen, Hagen, Gera. Während des zweiten Krieges war er beim Militär und wurde gelegentlich für einzelne Auftritte beurlaubt.
Nach dem Krieg war er in Dresden, Graz, an den Deutschen Kammerspielen Santiago de Chile, an den Hamburger Kammerspielen, in der Komödie im Marquardt in Stuttgart, in Frankfurt, an den Münchner Kammerspielen, an den Düsseldorfer Kammerspielen, am Theater am Gärtnerplatz in München, in Linz sowie am Theater am Kurfürstendamm in Berlin.
Ab 1953 Jahren übernahm Plate auch gelegentlich Aufgaben beim Film und beim Fernsehen. Er spielte in Martin Hellbergs DEFA-Thriller Geheimakten Solvay, in Frank Wisbars Kriegsdrama Hunde, wollt ihr ewig leben und übernahm Gastrollen in Fernsehserien und -reihen wie Geheimagent Tegtmeier, Die fünfte Kolonne, Alarm in den Bergen und Am grünen Strand der Spree.
1961 war er Partner von Lilian Harvey bei deren Bühnendebüt in Deutschland am Heidelberger Zimmertheater.

## Filmografie
- 1953: Geheimakten Solvay
- 1953: Die Unbesiegbaren
- 1959: Hunde, wollt ihr ewig leben
- 1960: Am grünen Strand der Spree – 1. Teil: Das Tagebuch des Jürgen Wilms (TV)
- 1963: Die fünfte Kolonne – Das gelbe Paket (TV)
- 1964: Anklage gegen Unbekannt (TV)
- 1964: Die Verbrecher (TV)
- 1965: Alarm in den Bergen – Ein Toter als Zeuge (TV)
- 1966: Der Fall Rouger (TV)
- 1966: Geheimagent Tegtmeier – Die Bücherfreunde (TV)
- 1969: Graf Porno und seine Mädchen
- 1970: Die fleißigen Bienen vom fröhlichen Bock